# Toni Lander
Toni Pihl Petersen, coniugata Lander (Gentofte, 19 giugno 1931 – Salt Lake City, 19 maggio 1985) è stata una ballerina danese. Prima ballerina del Balletto Reale Danese, del London Festival Ballet e dell'American Ballet Theatre, nel corso della sua carriera danzò con alcuni dei maggiori ballerini della sua generazione, tra cui Erik Bruhn, John Gilpin, Flemming Flindt e Royes Fernandez.

## Biografia
Figlia di Knud Åge Carl Pihl Petersen e Agnes Margrethe Andersen, iniziò a studiare danza a sei anni e a otto fu ammessa alla Scuola di Danza del Balletto Reale Danese. Prima ancora di diplomarsi nel 1948, fece il suo debutto sulle scene appena quindicenne come Sophie in Livjægerne paa Amager e l'anno dopo danzò nell'Étude di Harald Lander nel difficile ruolo che il coreografo aveva creato per la moglie Margot.
Nel 1950 fu proclamata prima ballerina del Balletto Reale Danese e sposò Harald Lander; l'anno dopo l'uomo fu licenziato dal teatro per comportamenti sessualmente inappropriati e la moglie lo seguì al Balletto dell'Opéra di Parigi, di cui Lander era stato nominato direttore. Tuttavia, per sfuggire ad accuse di favoritismi, Toni Lander continuò a perfezionarsi con Nora Kiss, Ljubov' Nikolaevna Egorova e Ol'ga Preobraženskaja. Danzò per qualche mese con i Ballets Russes durante la loro ultima stagione e nel 1954 si trasferì a Londra, dove esordì con pochissimo preavviso come Odette ne Il lago dei cigni, sostituendo all'ultimo momento una ballerina del London Festival Ballet indisposta; fu quindi scritturata dalla compagnia per i cinque anni seguenti.
Nel 1960 si trasferì a New York per danzare con l'American Ballet Theatre, aggiungendo al suo repertorio (che già annoverava August Bournonville e i classici russi) anche coreografie moderne e contemporanee. Diede il suo addio alla compagnia nel 1970 danzando nella prima newyorchese di The Moor's Pavane di José Limón. Successivamente si trasferì a Copenaghen insieme al collega Bruce Marks, suo marito dal 1967 (nel 1965, infatti, aveva divorziato da Lander), dove continuò a danzare fino al 1976.
Successivamente i due tornarono negli Stati Uniti per lavorare con il Ballet West di Salt Like City: Marks come direttore e Lander come maestra di balletto; i due avevano fatto il loro debutto con la compagnia nel 1966 danzando insieme ne Lo schiaccianoci. Qui Lander si occupò anche di ricreare le coreografie di diversi balletti di Bournonville, incluso Abdallah, andato perduto centotrent'anni prima che il lavoro della Lander rendesse possibile una nuova messa in scena al Kennedy Center di Washington nel maggio 1980.
Toni Lander morì a Salt Lake City nel 1985 all'età di cinquantatré anni a causa di un carcinoma del polmone. Al momento della morte era ormai separata da un paio d'anni da Bruce Marks, da cui aveva avuto tre figli.